# 南京金陵饭店集团有限公司
南京金陵饭店集团有限公司（Nanjing Jinling Holdings. Ltd），或称金陵饭店集团，是江苏省人民政府授权江苏省人民政府国有资产监督管理委员会管理的省属国有独资公司。
集团由金陵饭店发展而来。通常过各分、子公司开展业务，主要经营酒店、健康养老两个产业。
1979年，筹建金陵饭店。1982年时，金陵饭店归江苏省人民政府外事办公室归口领导。1983年，在江苏省工商局注册成立南京金陵饭店，为全民所有制企业。3月，划归江苏省旅游局领导。5月1日，金陵饭店开始试营业。10月4日，正式营业。其后，历经变革。2001年，对下属多种经营部分企业进行改制。2002年10月，江苏省人民政府批准，南京金陵饭店整体改建为南京金陵饭店集团有限公司。12月30日，控股设立金陵饭店股份有限公司。2006年时，集团拥有22家酒店、5247间客房。2007年，集团拥有43家酒店、10318间客房。2008年时，拥有74家成员酒店、18175间客房。2011年时，成员酒店为110家。2012年底，连锁酒店130家。江苏省人民政府国有资产监督管理委员会网站的简介中，称下属的南京金陵酒店管理有限公司管理连锁酒店126家、34000间客房。

## 集团组织
集团最高机构为董事会、党委、总经理室，并设立监事会。除下属各个行政部门外，拥有十余个分、子公司。

### 子公司[3]
- 管理机构，下属：
  - 南京金陵饭店购物中心有限公司
  - 南京金陵百货有限责任公司
  - 江苏金陵饭店汽车有限公司
- 江苏金陵快餐有限公司
- 南京金陵大厦
- 南京湖滨金陵饭店有限公司
- 南京金陵置业发展有限公司
- 金陵饭店股份有限公司，下属：
  - 金陵饭店（南京）
  - 南京金陵酒店管理有限公司
  - 南京新金陵饭店有限公司
  - 江苏金陵旅游发展有限公司
  - 江苏金陵贸易有限公司
- 江苏天泉湖开发建设有限公司，下属：
  - 天泉湖实业股份有限公司
  - 天泉湖劳动服务有限公司
  - 天泉湖建设工程有限公司
  - 养生养老服务公司
- 江苏金陵五星实业有限公司
  - 江苏金陵物业管理有限公司
  - 南京金陵商贸服务中心
  - 江苏金陵文化用品公司
  - 南京金陵饭店广告公司
  - 南京金陵饭店文化艺术中心
  - 南京世界贸易中心有限责任公司